# 東部ナイル州
東部ナイル州（とうぶナイルしゅう、英語: Eastern Nile State）は、南スーダン北東部の上ナイル地方北東部に存在していた州。2014年の人口は746,710人。州都はマラカル。州知事はチョル・ソン・バルークが務めていた。
2015年の州再編で設置されたが、2017年に解体され中央上ナイル州と北部上ナイル州に分割されることとなった。

## 隣接州
- 北：白ナイル州
- 北東：センナール州
- 東：青ナイル州
- 南東：ベニシャングル・グムズ州
- 南：ラトゥジョール州
- 南：東部ビエー州
- 南西：ファンガク州
- 西：西部ナイル州

## 行政区画
11の郡から成っていた。
- アコカ郡
- アター郡
- コー・フルス郡
- コマ郡
- 東ソバトゥ郡
- 西ソバトゥ郡
- 南東マバン郡
- 北西マバン郡
- マラカル郡
- メルトゥ郡
- レンク郡